# У четвертому поколінні
«У четвертому поколінні» (англ. Unto the Fourth Generation) — науково-фантастичне оповідання американського письменника Айзека Азімова, вперше надруковано у квітні 1959 журналом «The Magazine of Fantasy and Science Fiction». Увійшло до збірки «Прихід ночі та інші історії» (Nightfall and Other Stories) (1969).

## Сюжет
Молодий менеджер Самюель Мартен йде на зустріч з потенційним клієнтом. По дорозі йому часто зустрічається прізвище Левковіч у різних написаннях. Зустріч закінчується невдало і Самюель йде безцільно по місту, знову натрапляючи на написи Левковіч.
Врешті у Центральному парку він зустрічає старого Фінеаса Левковіча, котрий очікував на нього. Старий Левковіч розповідає, що він вже давно помер, але отримав дозвіл повернутись на 2 години, щоб побачити Самюєля, свого нащадка у четвертому поколінні, першого нащадка чоловічого роду. Самюель отримує благословення від свого пра-прадіда і його день починається знову, але тепер Самюель знає, що він буде вдалим.